# الشحرورة (مسلسل)
الشحرورة هو مسلسل تلفزيوني لبناني عرض في رمضان 2011، يروي السيرة الذاتية للفنانة اللبنانية الشحرورة صباح. من إخراج أحمد شفيق وتأليف فداء الشندويلي وبطولة المغنية اللبنانية كارول سماحة ونادين ويلسون نجيم في دور بنت الشحرورة.

## قصة المسلسل
يروي المسلسل قصة حياة الفنانة والمغنية اللبنانية صباح الملقبة بالشحرورة على الصعيدين الفني والشخصي وهي لاتزال على قيد الحياة في سابقة لمسلسلات السير الذاتية.
ويغوص العمل في حياة جانيت قغالي المعروفة فنيا بصباح، التي لقبت بالشحرورة نظرا لصوتها الجميل وطلتها المحببة وغنجها كجميلة السينما. ويعالج المشاكل التي تعرضت لها في مراهقتها في لبنان، وتبينها في مصر وأولادها وازواجها الذين تعدوا السبعة، بالإضافة الي عائلتها، والكثير من الامور المتأزمة، والمفرحة علي حد سواء.

## الممثلين
| - كارول سماحة: صباح - أحمد سلامة: أنور منسي زوج صباح الثالث - رفيق علي أحمد: جرجي فغالي والد صباح - عمار شلق: نجيب شماس زوج صباح الأول - أنطوان كرباج - مجدي مشموشي - محسن منصور: فريد شوقي - ياسر علي ماهر: يوسف وهبي - حنان سليمان: فردوس محمد - عزة بهاء: عزيزة أمير - كارمن لبس: آسيا داغر - محمد فهيم: إسماعيل ياسين - إيهاب فهمي: فريد الأطرش | - أسامة أسعد: أنور وجدي - بهاء ثروت: رشدي اباظة زوج صباح الخامس - يورغو شلهوب: وسيم طبارة - جورج خباز: دريد لحام - محمد الأحمدي: رياض السنباطي - محمود العزازي: عبد الحليم حافظ - نادين ويلسون: هويدا - دنيا المصري: فاتن حمامة - الكو داوود: سعيد فريحة - عزت بدران: محمد عبد الوهاب - محي الدين عبد المحسن: زكي رستم - محمد يوسف: هنري بركات - وليد فواز: أحمد فراج زوج صباح الرابع | - عبد المنعم المرصفي: حلمي حليم - كارول الحاج: جميلة (خالة صباح) - يوسف حداد: فادي لبنان زوج صباح التاسع - حنان العربي: جيجي حمدي - بياريت قطريب: سعاد الفغالي - انجو ريحان: لميا الفغالي - جهاد الأندري - جوليا قصار - طارق تميم - محمد العمروسي:محمد فوزي - من الكويت أمل عباس وجواهر - خلود عيسى - حمدي شرف الدين |